# Noctua decolorata
Noctua decolorata är en fjärilsart som beskrevs av Turati 1923. Noctua decolorata ingår i släktet Noctua och familjen nattflyn. Inga underarter finns listade i Catalogue of Life.